# المزرعة (تينيسي)
المزرعة هي عبارة عن مجتمع معتمد في مقاطعة لويس بولاية تينيسي، بالقرب من بلدة سمرتاون في تينيسي، يقوم على مبادئ اللاعنف واحترام الأرض. أسس ستيفن غاسكين مع 300 باحث روحي من هايت آشبوري وسان فرانسيسكو المزرعة في عام 1971، والتي كانت بمثابة الإعداد «لولادة جديدة للقبالة في الولايات المتحدة» وإنشاء ما يُعرف بحركة «الولادة المنزلية الحديثة». أسس أعضاؤها عددًا من المنظمات غير الربحية بما فيها الكثير من المنظمات الدولية، ومنظمة للإغاثة والتنمية وصندوق سوان الائتماني الذي أسس أعضاؤه محمية منابع بيغ سوان التي تبلغ مساحتها 1358 فدانًا. تضم المزرعة نحو 200 عضو وساكن.

## الأصول

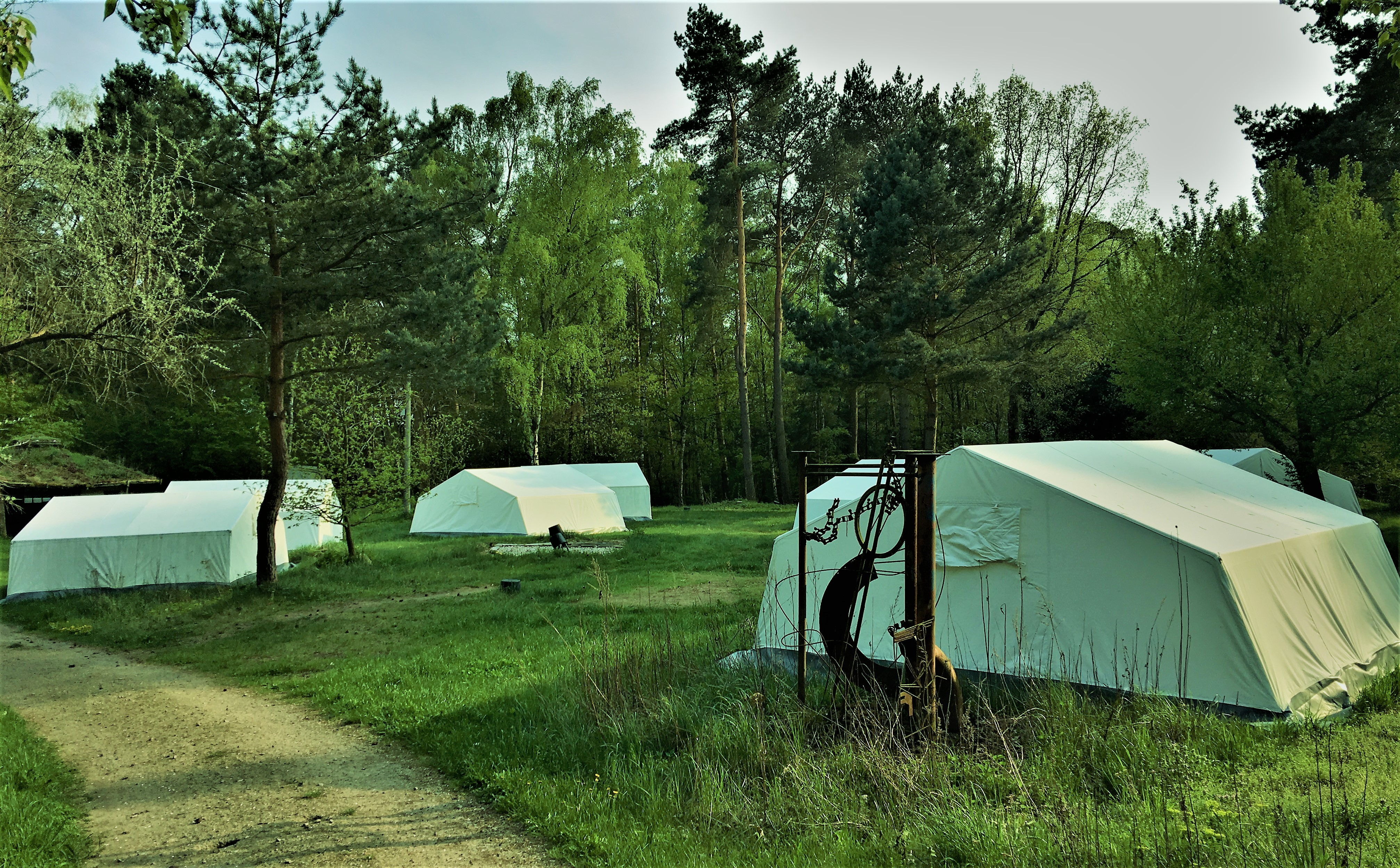
بمرور الوقت، تحولوا إلى بناء منازل أكبر حجمًا لتوفير مأوى للعائلات متعددة الأفراد الذين قد يصل عددهم إلى 40 شخص تحت سقف واحد. يُستضاف الزوار في خيمة مصنوعة من طابقين من خلال دمج خيمتين للجيش مع بعضهما البعض.

تأسست المزرعة بعد أن قاد ستيفن غاسكين وأصدقاؤه قافلة مؤلفة من 60 حافلة وشاحنة من سان فرانسيسكو في جولة استمرت لمدة أربعة أشهر عبر الولايات المتحدة، ليصبحوا مع الوقت مجتمعًا لا ينقصه سوى الأرض لغرس جذوره. اتخذوا القرار بشراء الأرض بعد عودتهم إلى كاليفورنيا، لكن مواردهم مجتمعة لا تمول سوى شراء 50 فدانًا فقط في كاليفورنيا. عادت المجموعة إلى ولاية تينيسي بعد شهر آخر على الطريق، إذ راجعوا الأماكن المختلفة التي قد تكون مناسبة للاستقرار فيها، واتفقوا في نهاية الأمر على عقار في مقاطعة لويس يبعد عن جنوب ناشفيل نحو 70 ميلًا. بدأت المجموعة ببناء مجتمعها في الغابة الواقعة على طول شبكة طرق قطع الأشجار الخام التي تتبع سلسلة جبالها، وذلك بعد شرائها 1064 فدانًا (4.1 كم2) مقابل 70 دولارًا للفدان الواحد.
أخذ أعضاء المزرعة وعدًا على أنفسهم بالفقر وعدم امتلاك أي ممتلكات شخصية باستثناء الملابس والأدوات، منذ تأسيس المزرعة في سبعينيات القرن العشرين، لكن هذه القيود خفت مع مرور الوقت. لم يستخدم أعضاء المزرعة خلال ذلك الوقت وسائل منع الحمل أو الكحول أو التبغ أو المؤثرات العقلية من صنع الإنسان أو حتى المنتجات الحيوانية، وكانت العديد من المباني المعاصرة لديهم عبارة عن مبانٍ غير تقليدية منها ما هو مصنوع من الحافلات المدرسية أو من خيام الجيش المعدلة بأبعاد 16×32، وبمرور الوقت، تحولوا إلى بناء منازل أكبر حجمًا لتوفير مأوى للعائلات متعددة الأفراد الذين قد يصل عددهم إلى 40 شخص تحت سقف واحد. يُستضاف الزوار في خيمة مصنوعة من طابقين من خلال دمج خيمتين للجيش مع بعضهما البعض.
اعتُبر غاسكين خلال الأيام الأولى لإنشاء المزرعة «رئيس الدير»، إذ اتخذ الكثير من القرارات الحكومية للمجموعة، لكن «مجلس الشيوخ» تولى العمل عنه في نهاية الأمر وجاء بعده «مجلس الإدارة» الذي يتألف من عدد من الأعضاء الأكثر تأثيرًا واحترامًا في مجتمع المزرعة. شكلت المزرعة شركة غير ربحية سميت بالمؤسسة بهدف توفير هيكل مالي مشترك للمجتمع، والتي ساهم الأعضاء فيها بدخلهم وإيراداتهم. احتفظ طاقم الأمن بشكل مستمر بمركز الاستقبال عند بوابة الدخول حيث تمر كل السيارات ويجري تسجيلها.
يؤمن جميع الأعضاء، في المظهر الأصلي للمزرعة، بقداسة الحياة وبأن تدخين الماريغوانا يُعتبر سرًا مقدسًا. تعاطى جميع الأعضاء المؤسسين عقاقير الهلوسة عدة مرات واعتقدوا أنهم عانوا من رؤى وهمية مشتركة ربطتهم معًا، وقالوا إنهم عملوا على تفجير ما يكفي من مفاهيمهم الثقافية لتجربة عالم أكثر وعيًا، وآمنوا بحقيقة البعد الروحي والأخوّة العالمية.
اعتمد مجتمع المزرعة في غذائه على ما نسميه اليوم الحمية النباتية، إذ جاء في مقدمة طبعة عام 1978 من كتاب الطبخ النباتي للمزرعة: «نحن نباتيون تمامًا، إذ إننا لا نأكل اللحوم أو الأسماك أو الدواجن أو البيض أو أي نوع من منتجات الألبان الحيوانية. يعتمد النظام الغذائي الخاص بنا على فول الصويا الذي نأكله بأشكال مختلفة، بالإضافة إلى البقول والحبوب والفواكه والخضروات. نحن نزرع طعامنا ونوصي به كلما أُتيحت لنا الفرصة». يُوصف الكتاب بأنه «كتاب طبخ عائلي» لنحو 1100 شخص يعيشون على 1750 فدانًا في ولاية تينيسي. جاءت مبررات النظام الغذائي هذا على الشكل التالي: «إننا نباتيون لأن ثلث العالم يتضور جوعًا ونصفه على الأقل ينام جائعًا في كل ليلة، ولو كان الجميع نباتيًا، فسيكون هنالك ما يكفي من الطعام للجميع، ولن يجوع أحد».
بدأ غاسكين، الذي خدم في قوات مشاة بحرية الولايات المتحدة، بصفته زعيمًا دينيًا في سان فرانسيسكو في ستينيات القرن الماضي، إذ جاء لتعليم مزيج من الديانات الشرقية والمسيحية. قضى غاسكين مع ثلاثة من أتباعه بعض الوقت في سجن ولاية تينيسي في ناشفيل بسبب إدانته بزراعة الماريغوانا على أرض المزرعة، فقد عُرف بحبه وتفانيه في سبيلها.

## تطور المجتمع

### آلام النمو المبكر
أدى انتشار صيت المزرعة وسمعتها من خلال المقالات الإعلامية الشعبية إلى ازدهار سكاني بلغ ذروته من خلال 1600 عضو يعيشون في الأرض الرئيسية. دُمجت بعض المجتمعات المحلية التي تقارب المزرعة في الولايات المتحدة وغيرها من البلدان من خلال انتقالها إلى مجتمع تينيسي. بدأت المؤشرات على البنية التحتية الضعيفة لمجتمع تينيسي ودخلها المنخفض بالظهور بين عامي 1975 و1979، إذ إنه لم يتطور بشكل كاف يسمح له دعم هذا التدفق المستمر للأعضاء الجدد الذين لم يساهم معظمهم بشكل كبير، وبالتالي فقد غرقت المؤسسة بالديون أكثر فأكثر.
كان من المتوقع أن يساهم الأعضاء بجميع أموالهم في المجموعة، إذ تبرع البعض بثروتهم الموروثة أو إيراداتهم الاستثمارية، لكن معظمها قد ذهب لصالح مشاريع المجموعة في العالم الثالث، أو للاحتياجات العاجلة مثل الطعام والملابس، عوضًا عن إنفاقها على التحسينات المخطط لها على العقار. كان غاسكين يطلب في بعض الأحيان مبلغًا كبيرًا لتمويل نفقات سفره، التي تشمل التجول في جميع أنحاء العالم. لم تحقق كل الصناعات المنزلية، مثل صناعة دبس الذرة وشركة النشر والأغذية الطبيعة، دخلًا كافيًا، فألقى الأعضاء السابقون اللوم على محاولة المجتمع الصادقة لتطبيق المفاهيم المثالية التي تصوروها خلال تناولهم لعقارات الهلوسة، إضافةً لثقة الشباب المفرطة وإيمانهم المضلل بمثل غاسكين.
تجلت آلام المزرعة المتزايدة من خلال طفرة في عدد المواليد ناتجة عن العدد الكبير من الشباب ممن هم في سن الإنجاب، بالإضافة إلى الفلسفة العائلية المتحمسة التي كانت في موضع التنفيذ. أعلنت إينا ماي غاسكين وعدد من القابلات المقيمات عن خدماتهن في الصحافة الوطنية السرية، وهذا ما أدى إلى انتقال العديد من الأزواج وأطفالهم دون مساهمتهم في المؤسسة. تبنى بعض أعضاء المزرعة عددًا صغيرًا من الأطفال الرضع بعد أن عرضت القابلات على أهلهم توليد الأطفال والاحتفاظ بهم بدلًا من الإجهاض. احتفظت معظم الأمهات بأطفالهن أو عدن إليهم بعد فترة ليست بطويلة.

## المشاريع
امتلكت المزرعة طاقم عمل كهربائي خاص بها، وطاقم سماد وآخر زراعي وآخر للاتصالات، ومنهم من كان مسؤولًا عن البناء والهدم، إضافةً للعيادة والطاقم المسؤول عن خشب الوقود والطاقة البديلة وغيرها من الخدمات كالمدارس والإسعاف والمخابز. أنشأت المزرعة شركة لنشر الكتب، نشرت أعمال غاسكين وغيره من أعضاء المزرعة.

## فرقة مزرعة تينيسي
حافظ أعضاء المزرعة على فرقة مزرعة تينيسي، وهي فرقة روك تستخدم أسلوب «فرقة الجام» المبكر، والتي كانت تجول البلاد وتقدم العروض مجانًا في الحدائق والمدارس والكنائس وأماكن أخرى يمكن للجميع الوصول إليها. سُجلت جميع أغاني الفرقة بشكل ذاتي وأصدر غاسكين إلى جانب تسجيلات موسيقى الروك، ألبومًا للكلمات المنطوقة بعنوان «الجولة الغربية الكبرى» في عام 1974، إذ أُنتج ووُزع بنفس الطريقة.

## هيئة الرقابة النووية
كان هنالك مشروع موسيقي آخر للمزرعة هو «هيئة الرقابة النووية» المعروفة أيضًا باسم «إن آر سي»، وهي فرقة موسيقية جديدة أصدرت أسطوانة مطولة بعنوان «نحن الـ إن آر سي»، وألبومًا بعنوان «رياكتر» في عام 1980، وأسطوانة مطولة أخرى بعنوان «ساليز أول ألون» في عام 1982.